# Pierre Bazire
Pour les articles homonymes, voir Bazire.
Pierre Bazire est un homme politique français né le 1er septembre 1772 à Avranches (Manche) et mort le 10 décembre 1829 à Paris.
Avocat à Avranches, il est député du Calvados de 1820 à 1827, siégeant dans la majorité. Il est conseiller à la cour d'appel de Caen en 1825.

## Sources
- « Dictionnaire des parlementaires français de 1789 à 1889 (Adolphe Robert, Edgar Bourloton et Gaston Cougny) », sur gallica BNF (consulté le 5 janvier 2014)